# Польове (Кропивницький район)
Польове́ — село в Україні, в Олександрівській селищній громаді Кропивницького району Кіровоградської області. Населення становить 196 осіб.

## Населення
За переписом населення України 2001 року в селі мешкало 196 осіб.

### Мова
Розподіл населення за рідною мовою за даними перепису 2001 року:
| Мова       | Відсоток |
| ---------- | -------- |
| українська | 98,98 %  |
| російська  | 1,02 %   |